# Confine tra Belgio e Francia
Il confine tra Belgio e Francia ha una lunghezza di 620 km.

## Caratteristiche
Il confine si trova a nord della Francia e a sud del Belgio.
Inizia a De Panne in Belgio e a Bray-Dunes in Francia.
Il confine segue poi in direzione sud-est, fino ad arrivare alla triplice frontiera tra Belgio, Francia e Lussemburgo.

## Storia
Il confine è stato istituito nel 1830, con la dichiarazione d'indipendenza del Belgio.
Il 4 maggio 2021, una pietra che delimitava il confine è stata spostata da un agricoltore belga di 2,29 metri verso la Francia, rendendo il territorio di quest'ultima leggermente inferiore.